# Aleksandr Wiszniewski (1906–1975)
Aleksandr Aleksandrowicz Wiszniewski (ros. Александр Александрович Вишневский, ur. 11 maja?/24 maja 1906 w Kazaniu, zm. 19 listopada 1975 w Moskwie) – radziecki chirurg, główny chirurg Ministerstwa Obrony ZSRR, generał pułkownik służby medycznej.

## Życiorys
Był synem Aleksandra Wasiljewicza Wiszniewskiego, również wybitnego chirurga. W 1929 r. ukończył studia na Wydziale Medycznym Uniwersytetu Kazańskiego, którego później był wykładowcą, 1931–1933 odbywał służbę w Armii Czerwonej, ponownie służył w latach 1939–1940 i od 1941. W latach 1931–1933 wykładał w Akademii Wojskowo-Medycznej Armii Czerwonej, od 1939 r. kierował Oddziałem Chirurgicznym Wszechzwiązkowego Instytutu Medycyny Eksperymentalnej, w 1939 r. uczestniczył w bitwie nad Chałchin-Goł jako chirurg-konsultant 1 Grupy Armijnej, a 1939–1940 w wojnie z Finlandią. Po ataku Niemiec na ZSRR był głównym chirurgiem Frontu Wołchowskiego i Karelskiego, a po wojnie głównym chirurgiem Nadmorskiego i Moskiewskiego Okręgu Wojskowego, w 1948 r. został dyrektorem Instytutu Chirurgii im. A.W. Wiszniewskiego i jednocześnie od 1956 r. głównym chirurgiem Ministerstwa Obrony ZSRR. 
W 1957 r., korzystając z prototypowego płucoserca konstrukcji Siergieja Briuchonienki, przeprowadził pierwszą w ZSRR operację na otwartym sercu.
Od 1950 r. należał do WKP(b), był deputowanym do Rady Najwyższej RFSRR od 6 do 8 kadencji. W 1963 r. otrzymał stopień generała pułkownika służby medycznej. Został pochowany na Cmentarzu Nowodziewiczym.

## Odznaczenia i nagrody
- Medal Sierp i Młot Bohatera Pracy Socjalistycznej (23 maja 1966)
- Order Lenina (trzykrotnie - 21 sierpnia 1940, 11 lutego 1961 i 23 maja 1966)
- Order Czerwonego Sztandaru (czterokrotnie - pierwszy raz 7 lipca 1942)
- Order Wojny Ojczyźnianej I klasy (dwukrotnie - 18 marca 1943 i 20 marca 1944)
- Order Czerwonej Gwiazdy (dwukrotnie - 19 listopada 1939 i 11 listopada 1944)
- Order Za Służbę Ojczyźnie w Siłach Zbrojnych ZSRR III klasy
- Nagroda Leninowska (1960)
- Nagroda Państwowa ZSRR (1970)

i inne.